# Rolando Zapata Bello
Rolando Rodrigo Zapata Bello (Mérida, 11 agosto 1968) è un politico messicano, governatore dello Yucatán dal 2012 al 2018.

## Biografia
Nato a Mérida, nello stato dello Yucatán, si laurea in giurisprudenza presso l'Università autonoma dello Yucatán. Consegue un master nel 2005 presso la stessa università.

### Carriera politica
Entra in politica negli anni '90 nel Partito Rivoluzionario Istituzionale, diventando presidente del Comitato direttivo statale per il suo partito.
Si candida poi nel 1998 come deputato locale del suo stato, dove vince. Resta fino al 2001, anno nel quale termina la legislatura. Tre anni dopo viene nuovamente eletto deputato locale, dove rimane in carica per altri tre anni. Durante i due mandati assume il ruolo prima di presidente della Commissione della finanza e poi di segretario della Grande commissione del congresso statale.
Dal 2007 al 2009 viene nominato segretario generale sotto il governo statale dell'allora governatrice Ivonne Ortega Pacheco. Nel 2009 diviene deputato federale in rappresentanza dello Yucatán.
Al termine del mandato di quest'ultima, si candida Rolando come governatore alle elezioni del 2012, dove vince, superando il politico Joaquín Díaz Mena del Partito Azione Nazionale. Rimane in carica per sei anni.